# Нурминское сельское поселение (Ленинградская область)
Ну́рминское се́льское поселе́ние — муниципальное образование в Тосненском районе Ленинградской области.
Административный центр — деревня Нурма. Глава поселения — Спиридонов Виктор Анатольевич, глава администрации — Николаев Николай Петрович.

## Географическое положение
Нурминское сельское поселение находится на севере Тосненского района.
Граничит:
- на севере — с Кировским районом Ленинградской области
- на востоке — с Шапкинским сельским поселением
- на юге и западе — с Тосненским городским поселением
- на северо-западе — с Никольским городским поселением

По территории поселения проходят автодороги:
- 41А-003 (Кемполово — Выра — Шапки)
- 41К-836 (подъезд к дер. Нечеперть)

Расстояние от административного центра поселения до районного центра — 9 км.

## История
Нурминское сельское поселение образовано 1 января 2006 года в соответствии с областным законом № 116-оз от 22 декабря 2004 года «Об установлении границ и наделении соответствующим статусом муниципального образования Тосненский муниципальный район и муниципальных образований в его составе». В его состав вошла часть Шапкинской волости.

## Население
| 2006  | 2010  | 2011  | 2012  | 2013  | 2014  | 2015  |
| ----- | ----- | ----- | ----- | ----- | ----- | ----- |
| 3300  | ↗3301 | ↗3310 | ↗3362 | ↗3395 | ↗3447 | ↗3457 |
| 2016  | 2017  | 2018  | 2019  | 2020  | 2021  | 2023  |
| ↘3352 | ↘3289 | ↘3197 | ↘3127 | ↘3090 | ↗3387 | ↘3354 |
| 2024  | 2025  |       |       |       |       |       |
| ↘3338 | ↘3336 |       |       |       |       |       |

## Состав
В соответствии с Областным законом от 22.12.2004 № 116-оз в состав Нурминского сельского поселения входят 3 деревни:
| № | Населённый пункт | Тип населённого пункта          | Население    |
| - | ---------------- | ------------------------------- | ------------ |
| 1 | Горки            | деревня                         | ↘117 (2017)  |
| 2 | Жоржино          | деревня                         | ↘10 (2017)   |
| 3 | Нурма            | деревня, административный центр | ↗3188 (2021) |

## Экономика
В советские годы на территории поселения работал крупнейший в стране свинооткормочный комбинат «Восточный», в 1990-е признанный банкротом. С 2008 года в поселении идёт возрождение свиноводства, на основе датских инвестиций было создано ООО «Рюрик-Агро». Другое крупное предприятие в поселении — ЗАО «Тосненский комбикормовый завод».